# 渡し込み
渡し込み（わたしこみ）とは、相撲の日本相撲協会制定決まり手八十二手、掛け手の一つである。相手の片脚を外側から片腕で抱え、もう片方の手で相手を押し倒す技。旧称とあし。

## 大相撲における実例
幕内の取組ではあまり見られない決まり手である。琴奨菊（最高位大関）が得意として、幕内では9回この決まり手で勝利している。新大関の2011年11月場所千秋楽に関脇稀勢の里戦や、2014年5月場所6日目に平幕遠藤戦、2015年9月場所4日目に小結隠岐の海戦、2018年1月場所に小結貴景勝戦などがある。琴奨菊の場合、前に出るときに自分の足がついていかず倒れこみながら相手の脚を抱えることが多い。
2009年11月場所9日目に翔天狼が春日王に、2015年7月場所3日目に嘉風が臥牙丸、同年11月場所初日に鶴竜に、2022年1月場所13日目に宝富士が明生に、2024年7月場所千秋楽に若隆景が北勝富士に、2025年7月場所3日目に安青錦が豊昇龍にこの決まり手で勝っている。

## 大渡し
大渡し（おおわたし）は渡し込みのうち、突きつける腕が上手になり、相手を浴びせるような形になった技。日本相撲協会制定決まり手八十二手には入っていない。
公式決まり手制定以前では、以下の取組が「大渡し」として記録されている。
- 昭和3年10月場所3日目 ○開月－瀬戸山×
- 昭和11年5月場所2日目 ○金湊－射水川×
- 昭和12年1月場所4日目 ○九州山－楯甲×
- 昭和26年1月場所7日目 ○若葉山－廣瀬川×